# Station Rybno Wielkie
Station Rybno Wielkie is een spoorwegstation in de Poolse plaats Rybno.